# Klenovští ze Ptení
Klenovští ze Ptení byla vladycká rodina ze Ptení nedaleko Prostějova. Jiným rodem byli páni z Klenové.

## Historie

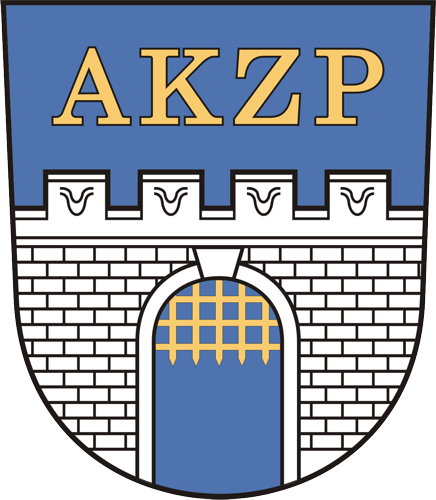
Znak města Vlašimi obsahuje iniciály Aleše Klenovského ze Ptení

Pavel Klenovský z Litomyšle a ze Ptení (či Ptenic, Ptiní), který měl bratra Prokopa, je zmiňován ohledně půjčky grošů Janu Kostkovi z Postupic. Prokop Klenovský ze Ptení, syn Pavla Klenovského, roku 1534 kupuje panství Zahrádku a roku 1552 mlýn v Soběslavi. Bratr Gabriel Klenovský ze Ptení na Vlašimi († 1563) vlastnil Lhotu, Kladruby a Kolodějský zámek (v letech 1545–1549) díky svatbě s Gabrielou, dcerou Václava Mandelíka z Chrástu. Roku 1553 zemřela Gabrielova manželka Veronika, dcera Aleše Berky z Dubé. Jeho nejstarší syn Aleš Klenovský ze Ptení má iniciály na znaku města Vlašim a měl bratra Jana. Manželkou mu byla Johanka Klenovská z Kralovic, jejíž bratr, Vilém Ostrovec rytíř z Kralovic, a poté i jeho syn Jan získávají Vlašimské panství. Marie Magdalena Klenovská ze Ptení (1576–1604) si vzala Albrechta Novohradského z Kolovrat a poté i Jaroslava Robmhápa ze Suché (německy Rabenhaupt). Do roku 1600 držela statek Myškovice a snad i Hořany.
Klenovští ze Ptení vlastnili v Praze dům v Celetné ulici čp. 558a (U Klenovských). Roku 1531 jej koupil Gabriel se svou chotí Ludmilou z Maličína († 1537, univerzální dědičkou Pavla z Jenštejna, který zemřel asi roku 1525) a později jej vlastnila Magdaléna Robmhápová, která zanechala svůj majetek dcerám, rozeným Novohradským z Kolovrat.
Je třeba zmínit možné příbuzné, jako například Jana Klenovského († 1498 v Litomyšli), spoluzakladatele Jednoty bratrské (která například roku 1488 založila svůj sbor v Klenovicích na Hané, které vlastnil roku 1412 Jan ze Ptení), který pocházel ze zámožné rodiny z okolí Prostějova. Také Petra Klenovského, spolupracovníka Jana Černého z Litomyšle, který roku 1519 obdržel proces chemický. Pocházel z tvrze Klenovice (s nejstarší zmínkou roku 1269 na Miloslava z Klenovic/Milizlaus de Cleinowiz, v letech 1379–1383 zde seděl Sezema z Vrtby, který prodal roku 1391 Úněšov Buškovi z Klenovic, a jistá Magdalena de Wrthba roku 1487 žaluje Jana z Klenového) u Města Touškov (kde vlastnil domy Kryštof Harant z Polžic a Bezdružic narozený na Klenové), kterou již dříve obýval rod Klenovců z Klenovic. Například roku 1434 Jan Klenovec – hejtman na Stříbře, dobytého roku 1426 Přibíkem z Klenové, který je roku 1417 zmiňován jako bratr: Przybiczko von Klenowycz, Jan Klenowar, sein brüder. Roku 1436 Klenovci Aleš, poté Bušek, Jindřich a Jan. Stejného rodu s nimi byli páni z Butic (nynější zaniklá vesnice Buč u Žinkov).

## Erb
Na modrém štítě měli černého berana.

## Příbuzenstvo
Spojili se s Kolovraty a Robmhapy ze Suché.